# Saint-Remy-le-Petit
Saint-Remy-le-Petit – miejscowość i gmina we Francji, w regionie Grand Est, w departamencie Ardeny.
Według danych na rok 1990 gminę zamieszkiwały 32 osoby, a gęstość zaludnienia wynosiła 4 osób/km².